# Elecciones generales de Quebec de 2026
Las próximas elecciones generales de Quebec están programadas para celebrarse en octubre de 2026 en la que se elegirán a los miembros de la 44ª Asamblea Nacional de Quebec. La Ley Electoral requiere que las elecciones se lleven a cabo el 5 de octubre de 2026, pero pueden convocarse antes.

## Fecha de la elección
Según la ley de fecha fija de elecciones de la provincia, aprobada en 2013, "las elecciones generales posteriores al final de una Legislatura se llevarán a cabo el primer lunes de octubre del cuarto año calendario siguiente al año que incluya el último día de la Legislatura anterior", estableciendo la fecha para el 5 de octubre de 2026. Sin embargo, la ley no limita la discreción del vicegobernador de Quebec para disolver la legislatura antes de esa fecha, de acuerdo con las convenciones habituales del sistema parlamentario de Westminster.

## Antecedentes
En las elecciones generales de 2022, la Coalition avenir Québec aumentó su mayoría parlamentaria, ganando 90 escaños. Los liberales, a pesar de terminar en cuarto lugar en el voto popular detrás de Québec solidaire y el Partido Quebequés, siguieron siendo la oposición oficial con 21 escaños. El Partido Quebequense perdió la mayoría de los escaños que le quedaban, pero logró elegir a su líder, Paul St-Pierre Plamondon, para ocupar un escaño.  Los conservadores aumentaron su porcentaje de votos al 13%; sin embargo, como su apoyo estaba más repartido por todo Quebec, no obtuvieron ningún escaño.

## Sistema electoral
La Asamblea Nacional se compone de 125 escaños, elegidos en circunscripciones electorales. Se trata de un escrutinio uninominal mayoritario con una vuelta.

## Encuestas de opinión

Encuestas desde las elecciones de 2022.

## Partidos políticos
| Partido político | Partido político                    | Ideología                                                                                        |                           | Candidatos al puesto de primer ministro | Resultado en 2022 | Diputados        | Diputados          |
| Partido político | Partido político                    | Ideología                                                                                        | Posición                  | Candidatos al puesto de primer ministro | Resultado en 2022 | Elegidos en 2022 | Composición actual |
| ---------------- | ----------------------------------- | ------------------------------------------------------------------------------------------------ | ------------------------- | --------------------------------------- | ----------------- | ---------------- | ------------------ |
|                  | Coalition avenir Québec (CAQ)       | Autonomismo, nacionalismo quebequés, liberalismo económico                                       | Centroderecha             | François Legault                        | 40.98             | 90               | 86                 |
|                  | Partido Liberal de Quebec (PLQ)     | Federalismo, liberalismo económico, social-liberalismo, progresismo                              | De centro a centroderecha | Pablo Rodríguez                         | 14.37             | 21               | 20                 |
|                  | Quebec Solidario (QS)               | Soberanismo, socialismo democrático, socialdemócrata, altermundialismo, ambientalismo, feminismo | Izquierda                 | Ruba Ghazal                             | 15.43             | 11               | 12                 |
|                  | Partido Quebequés (PQ)              | Soberanismo, nacionalismo quebequés, social-democracia, regionalismo, nacionalismo económico     | Centroizquierda           | Paul St-Pierre Plamondon                | 14.61             | 3                | 5                  |
|                  | Partido Conservador de Quebec (PCQ) | Federalismo, Conservadurismo fiscal, Libertarismo                                                | Centroderecha a derecha   | Éric Duhaime                            | 12.91             | 0                | 1                  |
|                  | Independientes                      | Independientes                                                                                   | Independientes            | Independientes                          | 0,05              | 0                | 4                  |
|                  | Vacantes                            | Vacantes                                                                                         | Vacantes                  | Vacantes                                | Vacantes          | 0                | 0                  |
| Total            | Total                               | Total                                                                                            | Total                     | Total                                   | 100               | 125              | 125                |